# یونا مرکل
یونا مرکل (انگلیسی: Una Merkel؛ ۱۰ دسامبر ۱۹۰۳ – ۲ ژانویهٔ ۱۹۸۶) هنرپیشه اهل ایالات متحده آمریکا بود.

## فیلم‌شناسی
از فیلم‌هایی که وی در آن نقش داشته است، می‌توان به آبراهام لینکلن، پنجه گربه، دستری دوباره می‌راند، ترانه ۱۹۳۶ برادوی و اراذل و اوباش اشاره کرد.